# قدیس (فیلم ۱۳۶۰)
قدیس نام فیلمی به کارگردانی و نویسندگی ناصر محمدی است. این فیلم محصول کشور ایران و تولید سال ۱۳۶۰ می‌باشد. لوكیشن‌های این فیلم در سبزوار واقع بود.

## خلاصه داستان
سید مرد مؤمنی است که در بین اهالی محل به حسن اخلاق شهره است. همسایه ساواکی وی دائم وی را مورد آزار قرار می‌دهد و عاقبت با هم درگیر می‌شوند و هر دو کشته می‌شوند.